# Remicourt (Marna)
Remicourt è un comune francese di 68 abitanti situato nel dipartimento della Marna nella regione del Grand Est.

## Società

### Evoluzione demografica
Abitanti censiti